# Sledgers Glacier
Sledgers Glacier är en glaciär i Antarktis. Den ligger i Östantarktis. Nya Zeeland gör anspråk på området. Sledgers Glacier ligger 429 meter över havet.
Terrängen runt Sledgers Glacier är varierad. Trakten är obefolkad. Det finns inga samhällen i närheten.